# Glavičica
Glavičica (cyr. Главичица, alb. Gllaviçicë) – wieś położona w gminie Peć w Kosowie. W 2011 roku miejscowość była zamieszkiwana przez 193 osoby, wszystkie narodowości albańskiej.